# Finvenkismo

Densità di membri di associazioni esperantofone nel mondo rispetto alla popolazione generale (dati del 2020).

Il finvenkismo è un'ideologia legata a parte del movimento esperantista. Il nome deriva da fina venko (lett. "vittoria finale"), che indica il momento in cui tutte (o quasi) le persone parleranno l'esperanto come seconda lingua. Tale ideologia si contrappone al raumismo.

## Metodi
Tra gli esperantisti si crede che esistano due principali modi per ottenere la fina venko:
- desubismo[2]  - tramite iniziativa personale, cioè, per volontariato singolo o collettivo;
- desuprismo - tramite azione governativa, ad esempio attraverso leggi che consentono l'insegnamento dell'esperanto nelle scuole.

### Desubismo
Un club esperantista locale che organizza un corso di lingua esperanto è un classico esempio di attività di desubismo. In conseguenza di ciò il numero di parlanti esperanto probabilmente aumenterà, e quindi la comunità esperantista e il movimento ne saranno rafforzati.
L'attività desubista può portare ottimi risultati. In alcuni periodi storici fu persino l'unica forma di azione possibile, vale a dire quando uno stato si oppose completamente all'esperanto (come nell'Unione Sovietica durante l'era post-stalinista, dal 1954 circa fino alla Perestrojka).
Il desubismo sottolinea concettualmente il valore dell'attività degli individui o di un'associazione locale, soprattutto alla base del lavoro dell'esperanto. Nel contesto del desubismo, gli esperantisti organizzano corsi e mostre, parlano alla radio locale, tengono conferenze in vari luoghi, partecipano a tour di conferenze, organizzano uno stand in una fiera della lingua, organizzano festival linguistici, invitano a uno stage di fine settimana, cercano di convincere i colleghi sull'esperanto e si uniscono a loro anche nella Universala Esperanto Asocio. L'ambito di tali attività può essere la città e persino il quartiere, a seconda delle circostanze locali. La misura del successo è data dal numero di persone che imparano con successo l'esperanto e poi lo usano.
Il desubismo ha già dato i suoi frutti, come hanno dimostrato gli esempi di Madrid, Berlino e Budapest negli anni ottanta e, più recentemente, nei grandi festival linguistici in Francia, Russia e Cina. Intorno alla filosofia del desubismo sta l'idea che nel fare ed essere attivi in prima persona, si è naturalmente più convincenti e si attrae  meglio le persone al movimento dell'esperanto. Con il desubismo, si  dimostra che l'esperanto è più di una semplice idea teorica. Questa dimostrazione può essere successivamente usata come argomentazione, poiché i successi alla base sono la prova che il progetto Esperanto funziona veramente.

### Desuprismo
Nell'ambito dell'attività di desuprismo, ad esempio, gli esperantisti contattano i loro rappresentanti politici in modo che possano esplorare la possibilità di utilizzare l'esperanto ufficialmente. Tale aspettativa è classicamente rivolta agli organismi sovranazionali; ad esempio nel caso dell'UE l'adozione della lingua internazionale è promossa dal partito politico europeo Europa Democrazia Esperanto. 
In aggiunta o in alternativa, gli attivisti locali possono contattare la scuola o gli enti scolastici in modo da poter offrire l'esperanto come (almeno) una materia ammissibile. Come risultato delle attività oppresse, gli esperantisti in Cina, Croazia, Lituania e alcuni altri stati ricevono sostegno finanziario dallo stato (il più delle volte per il sostegno della "diplomazia popolare" e degli "scambi culturali"). 

## Opinione di Zamenhof
Zamenhof, durante la declamazione del 1910 si espresse sull'argomento in questo modo:
(L. L. Zamenhof)